# Pales poecilochaeta
Pales poecilochaeta là một loài ruồi trong họ Tachinidae.